# Melanotrichus leviculus
Melanotrichus leviculus är en insektsart som beskrevs av Knight 1927. Melanotrichus leviculus ingår i släktet Melanotrichus och familjen ängsskinnbaggar. Inga underarter finns listade i Catalogue of Life.